# Kevin McGarrity
Kevin McGarrity (ur. 3 sierpnia 1973 roku w Belfaście) – brytyjski kierowca wyścigowy z Irlandii Północnej.

## Kariera
McGarrity rozpoczął karierę w wyścigach samochodowych w 1991 roku od gościnnych startów w Formule Vauxhall Junior, gdzie trzykrotnie zwyciężał. W późniejszych latach pojawiał się także w stawce Brytyjskiej Formuły Ford, Festiwalu Formuły Ford, Europejskiej Formuły Opel, Brytyjskiej Formuły 3, Formuły 3000, 24-godzinnego wyścigu Le Mans, American Le Mans Series oraz Le Mans Series.
W Formule 3000 Brytyjczyk startował w latach 1998-2000 z brytyjską ekipą Nordic Racing. Tylko raz, w sezonie 1999 stanął na podium. Z dorobkiem odpowiednio trzech, sześciu i trzech punktów uplasował się odpowiednio na szesnastej, dziesiątej i dziewiętnastej pozycji w końcowej klasyfikacji kierowców.